# Grete Nordrå
Grete Nordrå (Asker, 22 november 1924 - Bergen, 13 maart 2012) was een Noors actrice. Zij was bekend om haar rol als de moeder in de film Mors Elling. Daarnaast was ze te zien als de Noorse heks in de film The Witches. 

## Filmografie
- Trost i taklampa (1955)
- Ni liv (1957)
- Frøken Rosita (1969)
- Douglas (1970)
- Rødblått paradis (1971)
- Hustruer (1975)
- Lars i porten (1984)
- Landstrykere (1990)
- The Witches (1990)
- For dagene er onde (1991)
- Naustet (1997)
- Evas øye (1999)
- Bornholms stemme (1999)
- Da jeg traff Jesus... med sprettert (2000)
- Det største i verden (2001)
- Mors Elling (2003)
- Hva skjer 'a Jonatan (2007)

## Televisieseries
- Medmenneske (1981)
- Fedrelandet (1991)
- Fortuna (1993)
- Ca. lykkelig (2000)